# Petra Zsankó
Petra Zsankó, née le 18 février 2001 à Vasszécseny, est une coureuse cycliste professionnelle hongroise.

## Biographie
Elle connait une première expérience professionnelle auprès de l'équipe continentale espagnole Massi Tactic en 2023. Elle devient alors  championne de Hongrie du contre-la-montre espoirs, et vice championne chez les élites sur la course en ligne, derrière Blanka Vas.
Ce résultat n'est cependant pas suffisant pour conserver sa place dans l'équipe, et elle redescend donc au niveau national pour la saison 2024, auprès de l'équipe autrichienne RC ARBÖ.
Au mois de mars, elle s'impose en Croatie sur le Poreč Trophy Ladies. Puis elle devient double championne du monde universitaire sur le contre-la-montre et le critérium,. Elle remporte ensuite le titre de championne de Hongrie du contre-la-montre et échoue une nouvelle fois contre Blanka Vas pour le titre sur la course en ligne.
Pour la saison 2025, elle retrouve le monde professionnel, en signant auprès de l'équipe World Tour Ceratizit. En juin 2025, elle est à nouveau championne de Hongrie du contre-la-montre et vice-championne de la course en ligne.

## Palmarès sur route

### Par années
- 2023
  -  Championne de Hongrie du contre-la-montre espoirs
  - 2e du championnat de Hongrie sur route
- 2024
  -  Championne du monde universitaire de contre-la-montre
  -  Championne du monde universitaire du critérium
  -  Championne de Hongrie du contre-la-montre
  - Poreč Trophy Ladies
  - 2e du championnat de Hongrie sur route
- 2025
  -  Championne de Hongrie du contre-la-montre
  - 2e du championnat de Hongrie sur route

### Résultats sur les grands tours

#### Tour d'Italie
1 participation
- 2025 : abandon (4e étape)

### Classements mondiaux
| Année                                 | 2021 | 2022 | 2023 | 2024 |
| ------------------------------------- | ---- | ---- | ---- | ---- |
| Classement UCI                        | 303e | 297e | 476e | 192e |
|                                       |      |      |      |      |
| Légende : nc = non classéSource : UCI |      |      |      |      |